# Чарлз Ледбитър
Чарлз Уебстър Ледбийтър (на английски: Charles Webster Leadbeater) (17 февруари 1847 г. в Стокпорт, Великобритания; 1 март 1934 г. в Пърт, Австралия) е свещеник, теософ и окултист.
Чарлз У. Ледбийтър става известен като пропагандатор на Джиду Кришнамурти, когото представя като преродения Иисус Христос. В началото на 20-ти век той е един от водещите и най-противоречиви идеолози на Теософското общество в Адяр. От 1916 г. е епископ на Либералната католическа църква.

## Живот
Ледбитър прекарва младостта си в Южна Америка, където баща му работи като директор на железопътна линия. Той учи теология в Оксфорд и е ръкоположен за свещеник на Англиканската църква през 1879 г.

### Спиритуалист и влизане в Теософското общество
По това време той се интересувал много от астрономия и все повече от спиритизъм и ясновидство. Той участва в сеанси в Лондон и се среща със спиритуалистични медиуми. В тази среда той се запознава с Адярската теософия, първо чрез книгата на Алфред Пърси Синет „Окултният свят“. Той се отказва от свещеничеството и се присъединява към Теософското общество в Лондон на 21 ноември 1883 г.

### Оставане в Индия
На 7 април 1884 г. той се запознава с Елена Петровна Блаватска. След като една вечер Блаватска му съобщила, че „Учителите“ са получили писмото му, той намерил първи отговор на сутринта на 31 октомври 1884 г., в който му предложили да напусне Англия. На следващата нощ той получил второ писмо от „адепта“, в което го подканвал да си тръгне бързо. На 4 ноември 1884 г. той пътува до Индия.
В Адяр, от 1885 г. нататък, той е бил няколко пъти временен редактор на списанието „Теософикал ревиев“ и е прекарвал по-голямата част от времето си в опити да придобие ясновидски способности. През 1886 г. посещава Цейлон с Блаватска, където се установява като асистент на Хенри Стил Олкот. Там той участва в дейностите на Олкот за „будистко обновление“ до 1888 г. и изповядва будизъм, без обаче да се отказва от англиканската си вяра. В следващите години той се развива чрез окултни изследвания, с които се занимава, наред с други неща. заедно с Ани Безант, и съответстващата му публикационна дейност го правят един от най-изтъкнатите теософи.

## Аферата с Ледбийтър
През 1906 г. Ледбийтър е обвинен в педофилия и хомосексуалност, след като е преподавал техники за мастурбация на момчетата, поверени на грижите му. В резултат на кризата, предизвикана от тези твърдения, той вече не можел да заема позициите си и бил изключен от Теософското общество през юни 1906 г. Безант заявила, че преподаването на подобни неща на възрастни мъже заслужава „най-строгото възможно осъждане“; Да го предадеш на момчетата е още по-лошо.
От 1907 г., когато Безант става президент на Теософското общество в Адяр, тя се стреми към реабилитация на Ледбийтър. През 1911 г. е приет отново с 20 гласа „за“ срещу 2 „против“.

## Осиновяване на Кришнамурти
В дома на Безант, Ледбийтър срещнал сина на чиновник или портиер, нает от нея (Джиду Кришнамурти). Ледбийтър убедил баща му, че синът му е превъплъщение на широко очаквания нов световен учител, когото Блаватска вече била посочила през 1885 г. След това Безант осиновила момчето, за да може Ледбийтър да го обучи. В Европа теософите представят Кришнамурти като преродения Христос; В Азия твърдят, че той е буда Майтрея или Бодхисатва. За да насърчи появата на новия Спасител, Безант основава „Ордена на Звездата на Изток“ през 1911 г., който провъзгласява Кришнамурти за бъдещ световен учител. След като от около 1928 г. нататък последователите му все повече се отдръпват от него, защото той нямал нищо ново за обявяване, Кришнамурти сам разпуска ордена през 1929 г. и се дистанцира от шума около личността му.

### Дело за попечителство
В началото на 1911 г. Кришнамурти и по-малкият му брат Нитя са отведени в Европа за по-нататъшно образование. След като баща им научил, че Ледбийтър е научил момчето на практики, които обикновено се смятат за осъдителни и неморални, той завел дело срещу Безант през 1912 г., настоявайки за връщането на сина му и анулиране на осиновяването. Това довежда до дело за попечителство, което бащата печели на първа инстанция. Във втората инстанция решението е отменено.
Кришнамурти постепенно се отдръпва от бившия си ментор, който впоследствие се насочил към нови дейности. Така Ледбийтър пътува до Австралия и се включва в масонството. Проимпериалистически настроеният Ледбитър отхвърли ангажимента на Безант и други теософи за индийско самоуправление.

## Емиграция в Австралия
През 1915 г. Ледбийтър се премества в Сидни. На 22 юли той е ръкоположен там за епископ на Либералната католическа църква. В следващите години той и колегата му Джеймс Уеджууд преработват литургията, която църквата им е възприела от Старокатолическата църква. Неговата дейност е поляризирана и в Австралия. През 1922 г. антиклерикално настроеното мнозинство в Теософското общество там се обръща срещу Ледбитър и Безант под лозунга „Обратно към Блаватска“ и се отделя от родителското общество в Адяр. За да разпространява по-добре възгледите си, той основава радиостанцията 2GB през 1926 г., която впоследствие използва като радиопроповедник.

## Последни години
Либералната католическа църква, все още силно повлияна от теософията, преживява криза от 1927 г. нататък, когато Кришнамурти все повече се обръща срещу ритуалите и организациите. През 1930 г., на 83-годишна възраст, Ледбийтър се завръща в Адяр. Той умира на 1 март 1934 г. в Пърт по време на пътуване до Австралия.

## Произведения

### На английски (селекция)
- Висшият аз. Aquamarin-Verlag, Forstinning 1982; ISBN 3-922936-16-4
- Живот в духовния свят. Aquamarin-Verlag, Grafing 2000; ISBN 3-922936-76-8
- Видимият и невидимият човек. Aquamarin-Verlag, Grafing 2004; ISBN 3-89427-287-2
- Чакрите, изследване на енергийните центрове в човешкото етерно тяло. Aquamarin-Verlag, Grafing 2004; ISBN 3-89427-288-0
- Майсторите и Пътят. Aquamarin-Verlag, Grafing 2003; ISBN 3-89427-249-X
- Ясновидство. Aquamarin-Verlag, Grafing 2010; ISBN 978-3-89427-536-5

### На български
- Ледбитър, Чарлз. Астралният свят.   София, Кралица МАБ, 1992. ISBN 9545330023. с. 143.
- Ледбитър, Чарлз. Тайната доктрина.   София, 5Ф, 1992. с. 143.
- Ледбитър, Чарлз. Умрелите са живи.   Варна, Логос и Аркадия, 1993. с. 64.
- Ледбитър, Чарлз. Отвъд смъртта.   София, Гуторанов и син, 1994. с. 328.
- Ледбитър, Чарлз. Менталният свят.   София, Шамбала, 2007. ISBN 9789543190768. с. 128.
- Ледбитър, Чарлз. Монада.   София, Шамбала, 2007. ISBN 978-954-319-086-7. с. 140.
- Ледбитър, Чарлз. Невидимите помощници.   София, Шамбала, 2007. ISBN 9789543190676. с. 132.
- Ледбитър, Чарлз. Ясновидството.   София, Хефест - Моско Стоянов, 2009. ISBN 9789549057515. с. 128.